# Christian Giménez (Fußballspieler, 1974)
Christian Eduardo Giménez [xiˈmenes] (* 13. November 1974 in Buenos Aires) ist ein ehemaliger argentinischer Fußballspieler, der auch die italienische Staatsangehörigkeit besitzt. Er bekleidete die Position eines Stürmers.

## Karriere
Giménez begann seine Profi-Karriere beim Verein Club Atlético San Miguel und wechselte 1995 zu den Boca Juniors. 1997 unterzeichnete er im Schweizer Verein FC Lugano, bei dem er den Durchbruch schaffte. Von August 2001 bis August 2005 spielte er beim FC Basel, wo er 2002, 2004 und 2005 die Schweizer Meisterschaft, 2002 und 2003 den Schweizer Pokal gewann. Zudem wurde er 2001, 2002 und 2005 Torschützenkönig in der Super League. In der Saison 2002/03 nahm er mit dem FC Basel an der UEFA Champions League teil, wo er insgesamt fünf Tore für die Basler erzielte.
Im August 2005 wurde er beim FC Basel entlassen, da er durch einen Streik seinen geplanten Wechsel nach Frankreich provozieren wollte, woraufhin er wenig später dann auch für die Ablösesumme von 700.000 Euro zu Olympique Marseille wechseln sollte. In Marseille wurde er aber bereits nach wenigen Spielen vom unumstrittenen Star, der er beim FC Basel war, zum Ersatzspieler degradiert.
Am 4. August 2006 gab der Fußball-Bundesligist Hertha BSC bekannt, dass Giménez als neuer Stürmer, in Nachfolge von Marcelinho, auf Leihbasis von Marseille verpflichtet wurde. Für den Fall, dass Giménez sich bei Hertha BSC bewähren sollte, besaß Hertha die Option, den Spieler am Ende der Saison 2006/07 für eine Million Euro ganz zu übernehmen. Am 12. April 2007 – drei Tage vor Ablauf der Optionsmöglichkeit – gab Hertha bekannt, die Option für Giménez ziehen zu wollen und somit die geforderte Ablösesumme an Marseille zu bezahlen. Gleichzeitig wurde der Vertrag mit dem Spieler bis 2009 verlängert. Am 17. September 2006 schoss der Argentinier Hertha BSC mit seinen beiden Toren gegen FC Schalke 04 zum zwischenzeitlichen Spitzenreiter der Tabelle der ersten Bundesliga.
Am 31. Juli 2007 wurde Giménez’ Transfer zum mexikanischen Club Deportivo Toluca bekanntgegeben.
Nach einer Zwischenstation bei dem griechischen Verein Skoda Xanthi, der ihn Anfang 2009 auslieh, wechselte er wieder in die Schweiz, diesmal zum Tessiner Zweitligisten FC Locarno, wo er bis zum Saisonende in 10 Ligaspielen sechs Tore erzielte. Der Verein qualifizierte sich als 15. der Abschlusstabelle für die dritte Liga.
Nach mehreren Monaten Vereinslosigkeit gab Anfang 2010 der argentinische Erstligist Chacarita Juniors die Verpflichtung von Giménez bekannt, wo er seine Karriere alsbald beendete.

## Titel und Erfolge
Basel
- Schweizer Meister: 2002, 2004, 2005
- Schweizer Cupsieger: 2001/02, 2002/03
- Torschützenkönig der Super League: 2001, 2002, 2005